# Castello di Zborov
Il castello di Zborov (in slovacco Hrad Zborov), chiamato anche castello di Makovica, è una struttura in rovine che si trova nel territorio del comune di Zborov, Distretto di Bardejov, Regione di Prešov nella Slovacchia orientale e risale al XIII e al XIV secolo.

## Storia

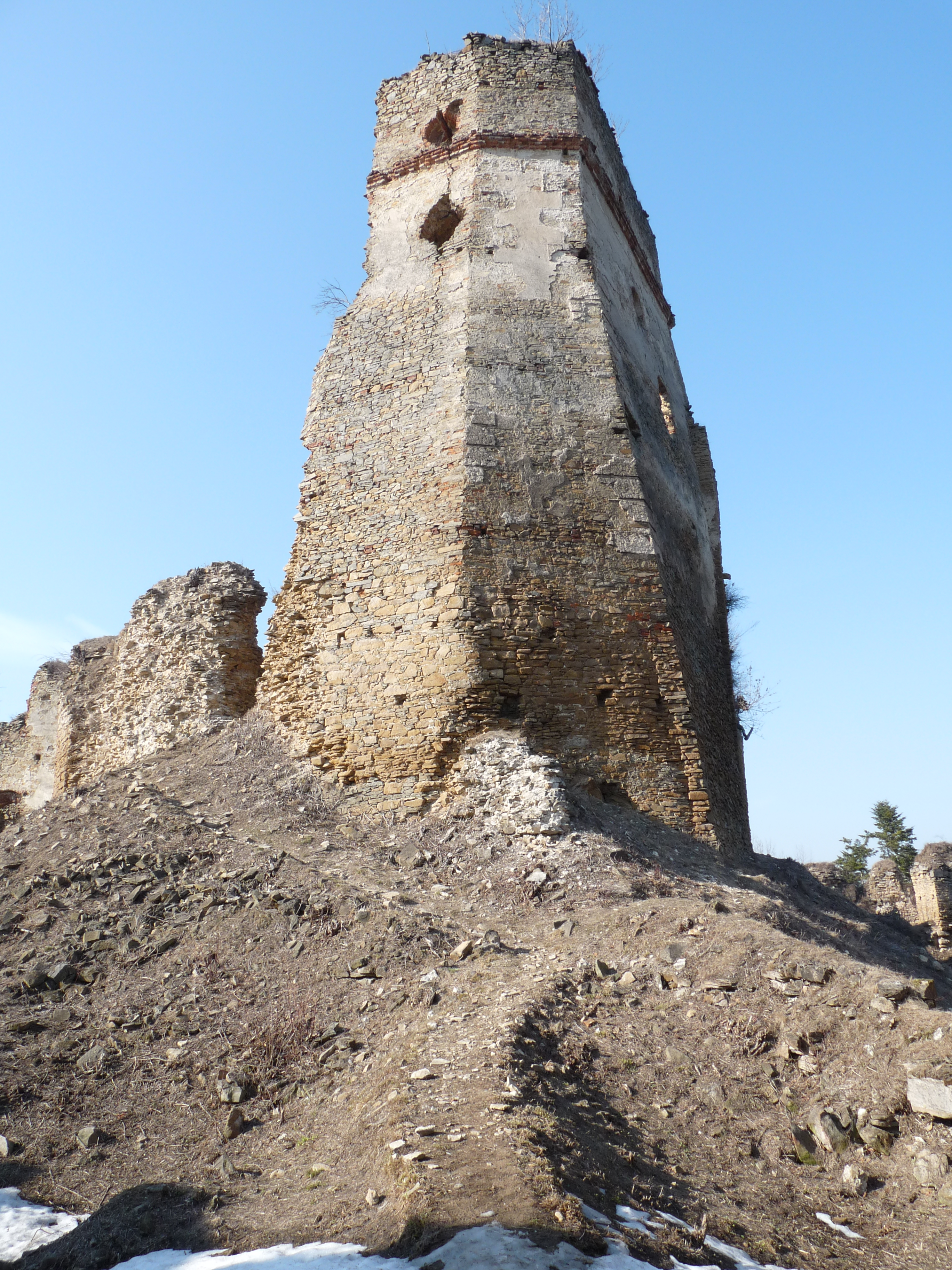
Torre del castello

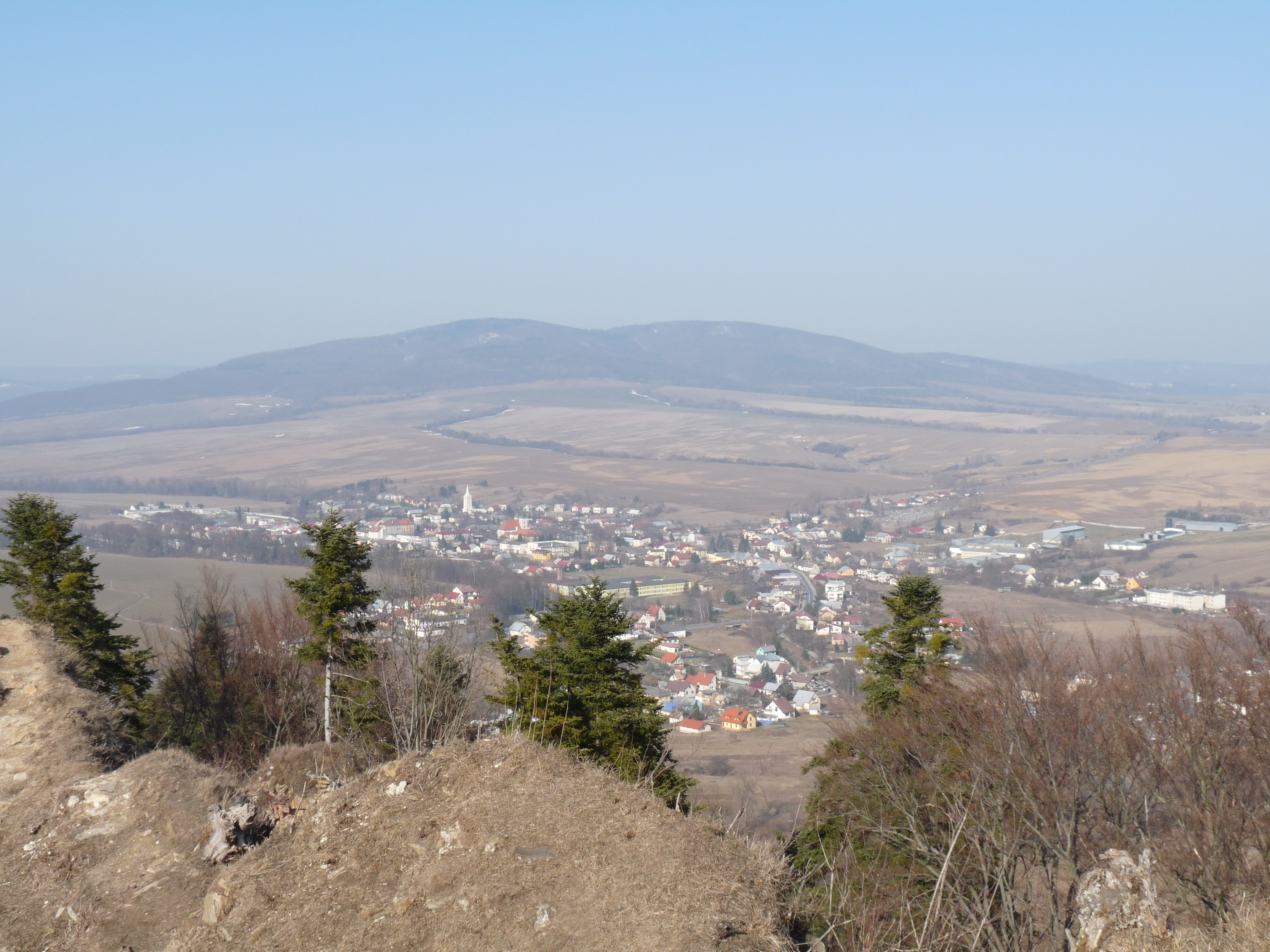
Vista panoramica dall'altura del castello

Il castello di Zborov fu costruito per proteggere una via di comunicazione tra Ungheria e Polonia e in particolare per proteggere gli allora esistenti confini ungheresi con la Polonia e prima che tali confini subissero modifiche. Il periodo di costruzione del maniero è a cavallo tra il XIII e il XIV secolo. In seguito venne ricostruito secondo lo stile rinascimentale e durante le rivolte patrizie venne assalito dall'esercito imperiale e demolito nel 1684. Le rovine del castello vennero nuovamente danneggiate durante la prima guerra mondiale. Nel 1926 la collina del castello fu dichiarata area protetta e più tardi, nel 1950, venne dichiarata riserva naturale statale, rendendo il territorio del castello di Zborov una delle aree protette più antiche della Slovacchia. Nel 2010 è stata fondata l'associazione civica per salvare il castello di Zborov e da allora sono iniziati lavori di recupero conservativo.

## Descrizione
Il castello si trova a sud del centro abitato di Zborov nella Regione di Prešov in Slovacchia. La struttura è quasi tutta in rovine ed è raggiungibile attraverso alcuni percorsi panoramici con ampie viste sulla vallata. Dell'ampio castello in origine gotico e ricostruito in stile rinascimentale si sono conservate solo le mura, parte della torre e del mastio.

### Monumento protetto in Slovacchia
Il castello di Zborov in Slovacchia è un monumento protetto registrato col numero 701-262/1. La tutela si concentra principalmente sulla monumentale quercia pluricentenaria che si trova lungo la strada di accesso al castello.